# Legio I Minervia

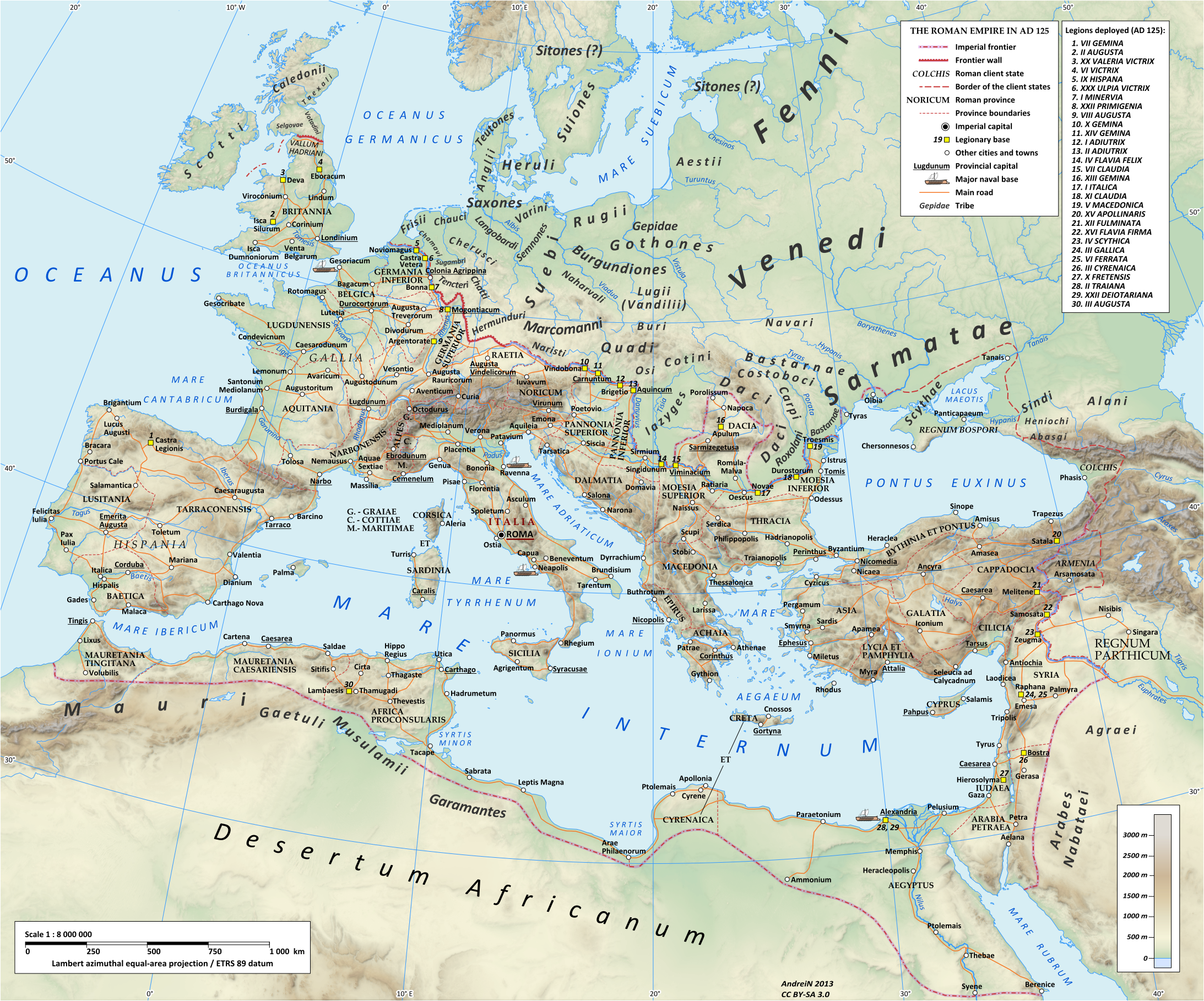
Kaart van het Romeinse Rijk in 125 n.Chr. onder keizer Hadrianus.

Legio I Minervia (Latijn voor Eerste legioen opgedragen aan Minerva) was een Romeins legioen geformeerd door keizer Domitianus in 82 n.Chr. De reden was de oorlog tegen de Chatten, een Germaanse stam in Noord-Duitsland. Er zijn bewijzen dat het legioen tot het midden van de vierde eeuw langs de Rijn gelegerd is geweest. Het embleem van I Minervia is een afbeelding van de godin Minerva.
I Minervia's belangrijkste basis was in Bonna, het huidige Bonn, in de provincie Germania Inferior. In 89 n.Chr. onderdrukte het legioen een opstand van de gouverneur van Germania Superior. Als dank hiervoor gaf de keizer hun het cognomen "Pia Fidelis Domitiana", wat "Trouw en toegewijd aan Domitianus" betekent. 

## Andere oorlogen
Tussen 101 n.Chr. en 106 n.Chr. vocht het legioen in de Dacische Oorlogen van keizer Trajanus, onder bevel van Hadrianus, de toekomstige keizer. Na deze oorlog keerde I Minervia terug naar Bonna. Samen met Legio XXX Ulpia Victrix, gestationeerd in Colonia Ulpia Traiana (Xanten), werkte I Minervia aan verschillende verdedigingswerken langs de Rijn. 
Rond 353 n.Chr. werd Bonna vernietigd door de Franken. Daarna is er in geen enkele bron meer iets van I Minervia vernomen. 